# Fågelberget, Åland
Fågelberget är ett berg i Åland (Finland). Det ligger i den norra delen av landskapet, 40 km norr om huvudstaden Mariehamn. Toppen på Fågelberget är 50 meter över havet,. Bredden vid basen är 0,83 km. Fågelberget ingår i Getabergen.
Havet är nära Fågelberget åt väst/nordväst. Runt Fågelberget är det mycket glesbefolkat, med 6 invånare per kvadratkilometer.. Närmaste större samhälle är Finström, 17,0 km söder om Fågelberget. 
I omgivningarna runt Fågelberget växer i huvudsak barrskog.